# Châtillon-la-Borde
Châtillon-la-Borde település Franciaországban, Seine-et-Marne megyében. Lakosainak száma 224 fő (2022. január 1.). Châtillon-la-Borde Saint-Méry, Sivry-Courtry, Blandy és La Chapelle-Gauthier községekkel határos.

## Népesség
A település népességének változása:
| Lakosok száma | 218  | 218  | 219  | 216  | 217  | 217  | 220  | 222  | 224  |
|               | 2013 | 2015 | 2016 | 2017 | 2018 | 2019 | 2020 | 2021 | 2022 |